# خانه منسوب به سعدی
خانه منسوب به سعدی مربوط به دوره قاجار است و در شیراز، خیابان احمدی، پشت سیدالشهداء واقع شده و این اثر در تاریخ ۱۱ بهمن ۱۳۷۸ با شمارهٔ ثبت ۲۵۸۱ به‌عنوان یکی از آثار ملی ایران به ثبت رسیده است.

## توصیف بنا
در وسط خانه منسوب به سعدی، درخت کهن‌سالی وجود دارد از نژاد و شکل درخت‌های محوطهٔ «مسجد نو» که قبلاً باغ قصر سعدبن اتابک زنگی بود. آثار و ترکیب ساختمان خانه، مشابهت کامل با آجرکاری و مشبّک‌سازی مسجد دارد و نیز مؤید احداث مسجد در زمان اتابک زنگی و شیخ اجل سعدی است.
خانه سعدی، دو اتاق پنج دری در سمت شرقی و غربی دارد و یک اُرسی هم در طبقه دوم سمت شمال آن ساخته شده که به طور حتم محل کار یا نشست سعدی بوده است. این ارسی که اطراف آن دارای طاقچه‌های دو طبقه است، به شکل کتابخانه ایجاد شده و دو ستون چوبی مشرف به حیاط دارد که درهای آن چوبی و منبت‌کاری شده است.

## چگونگی کشف خانه سعدی
پنج شنبه ۲۱ دی ۱۳۵۱ روزنامه اطلاعات به نقل از خبرنگار خود در شیراز خبر داد که «پس از هفتصد سال، خانه سعدی شاعر شیرین‌سخن ایران در یکی از محلات قدیمی شیراز کشف شد.» در این گزارش آمده بود گروهی از استادان دانشگاه و محققان شیراز پس از تحقیقات بسیار به این نتیجه رسیدند که خانه سعدی در پشت مسجد نو، کوچه علامه واقع شده است. یکی از دلایل هم این بود که هشتاد سال پس از درگذشت سعدی، فاضل ادیبی در این منزل سکنی داشته که یک بیت شعر با خط خوش در گوشه‌ای از اتاق نوشته که تا چند سال پیش کاملاً خوانا بوده است:
| در جایگاه سعدی منزل نموده‌ام من |  | با این‌که کمتر هستم از خاک پای سعدی |

روزنامه اطلاعات در دو شماره به طور مفصّل به این کشف تاریخی و ادبی با ذکر جزئیات هیجان‌انگیز پرداخت.